# Corneliuskirche (Neubiberg)

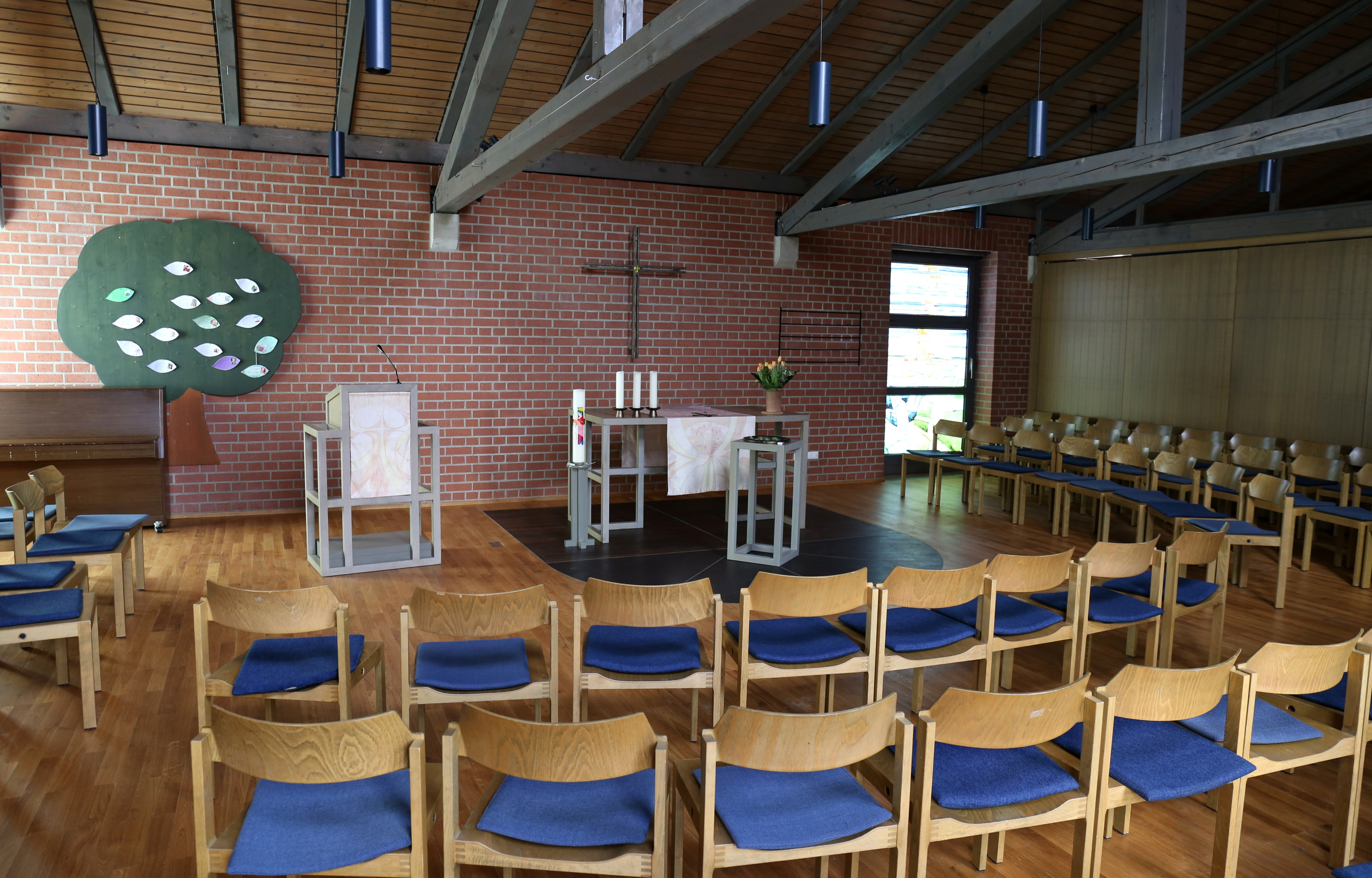
Corneliuskirche Neubiberg, Innenansicht

Die Corneliuskirche in Neubiberg wurde 1985 zunächst nur als Gemeindezentrum für die evangelischen Bürger Neubibergs und die evangelischen Studierenden der Universität der Bundeswehr München mit Sitz in Neubiberg errichtet. Die evangelische Hochschulgemeinde der Universität war zur Hälfte an der Finanzierung beteiligt und ist Mitnutzer. 2010 erhielt das Gemeindezentrum den Namen Corneliuskirche, im selben Jahr wurde auch der Glockenträger eingeweiht.
Die Kirche gehört zur ev.-luth. Michaelskirchengemeinde Ottobrunn, dazu gehört noch die Michaelskirche in Ottobrunn.

## Geschichte

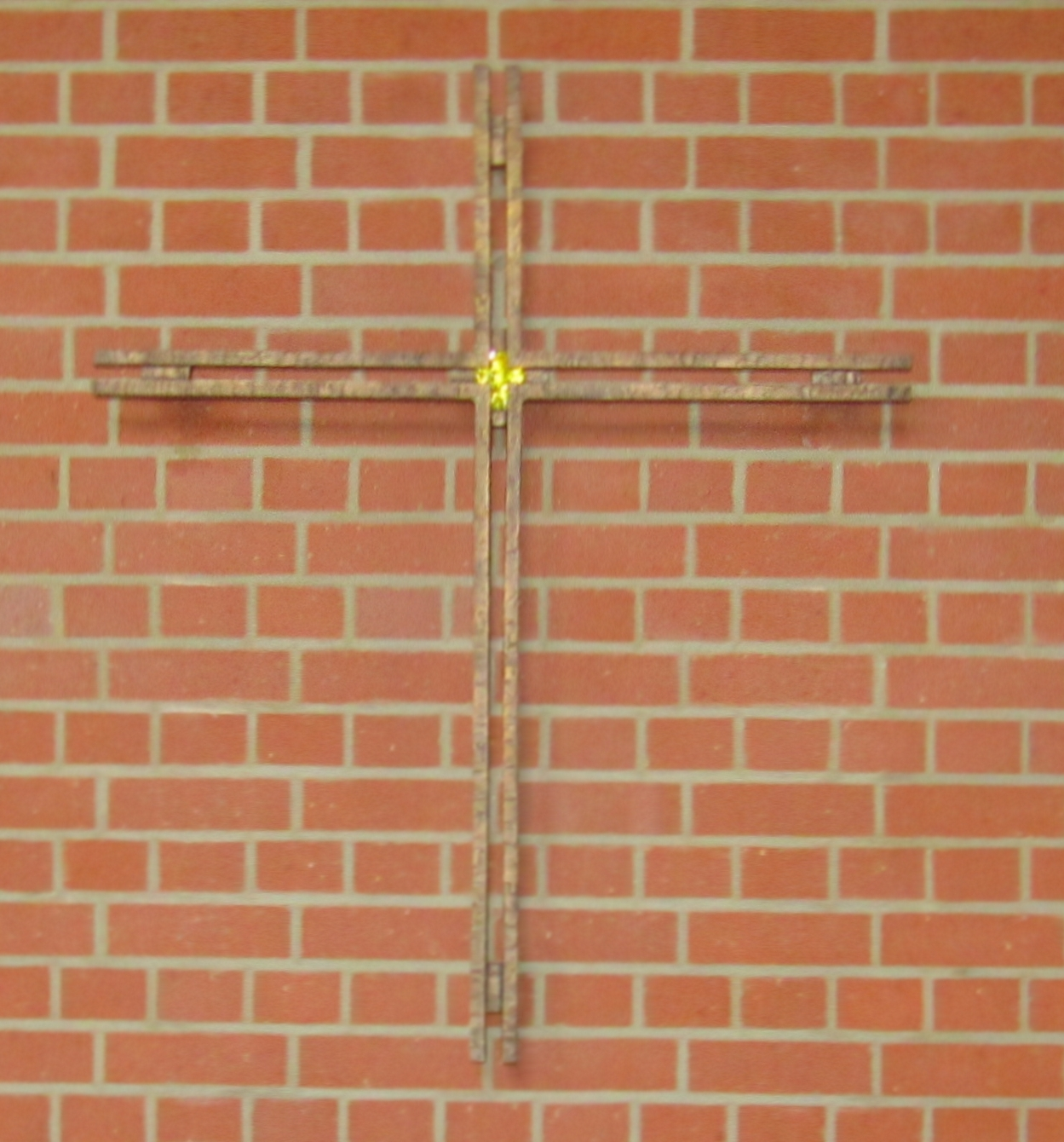
Wandkreuz

Für die evangelischen Studierenden der 1973 gegründeten Universität der Bundeswehr München und die evangelischen Bürger Neubibergs gab es bis 1985 keine eigene kirchliche Einrichtung in Neubiberg. Die Bürger mussten für Gottesdienste und kirchliche Veranstaltungen die Jubilatekirche in Waldperlach oder die Michaelskirche in Ottobrunn aufsuchen, die für viele Bürger Neubibergs recht weit entfernt waren. Deshalb wurde das Gemeindezentrum errichtet, mit Besprechungsräumen, Büros, einer Mietwohnung, einem Foyer, und einem einfachen Gottesdienstraum ohne festen Altar, ohne festes Lesepult, und ohne feste Bestuhlung, der auch als Gemeindesaal verwendet wird. Die Holzbalken sind in NATO-oliv gehalten. Der Einweihungsgottesdienst fand am 16. März 1985 statt.
Architekten waren Helmut von Werz, und aus seinem Architekturbüro seine Partner Johann-Christoph Ottow, Erhard Bachmann, und Michel Marx.
Ursprünglich befand sich an der Wand hinter dem Altar ein Kruzifix, an den beiden Seiten waren einfache Glasfenster. 2008 gestaltete der Künstler Steffen Schuster Teile des Gottesdienstraumes neu. An der Wand hinter dem Altar befindet sich ein Bronzekreuz mit einem zentralen gelben Glasstein. Im Taufbecken befindet sich zentral ein blauer Glasstein. Die beiden Seitenfenster erhielten Glasbilder, sie symbolisieren das Ostergeschehen mit dem aufsteigenden Licht der Auferstehung, und das Pfingstgeschehen mit dem niedersteigenden Feuer des heiligen Geistes.
Auf dem Altar liegt ein bronzenes Tischkreuz mit einem Bergkristall.
2010 wurde das Zentrum in Corneliuskirche umbenannt, nach dem römischen Hauptmann Kornelius aus der Apostelgeschichte, einem der ersten Nichtjuden, der christlich getauft wurde, vom Apostel Petrus.

## Glockenträger

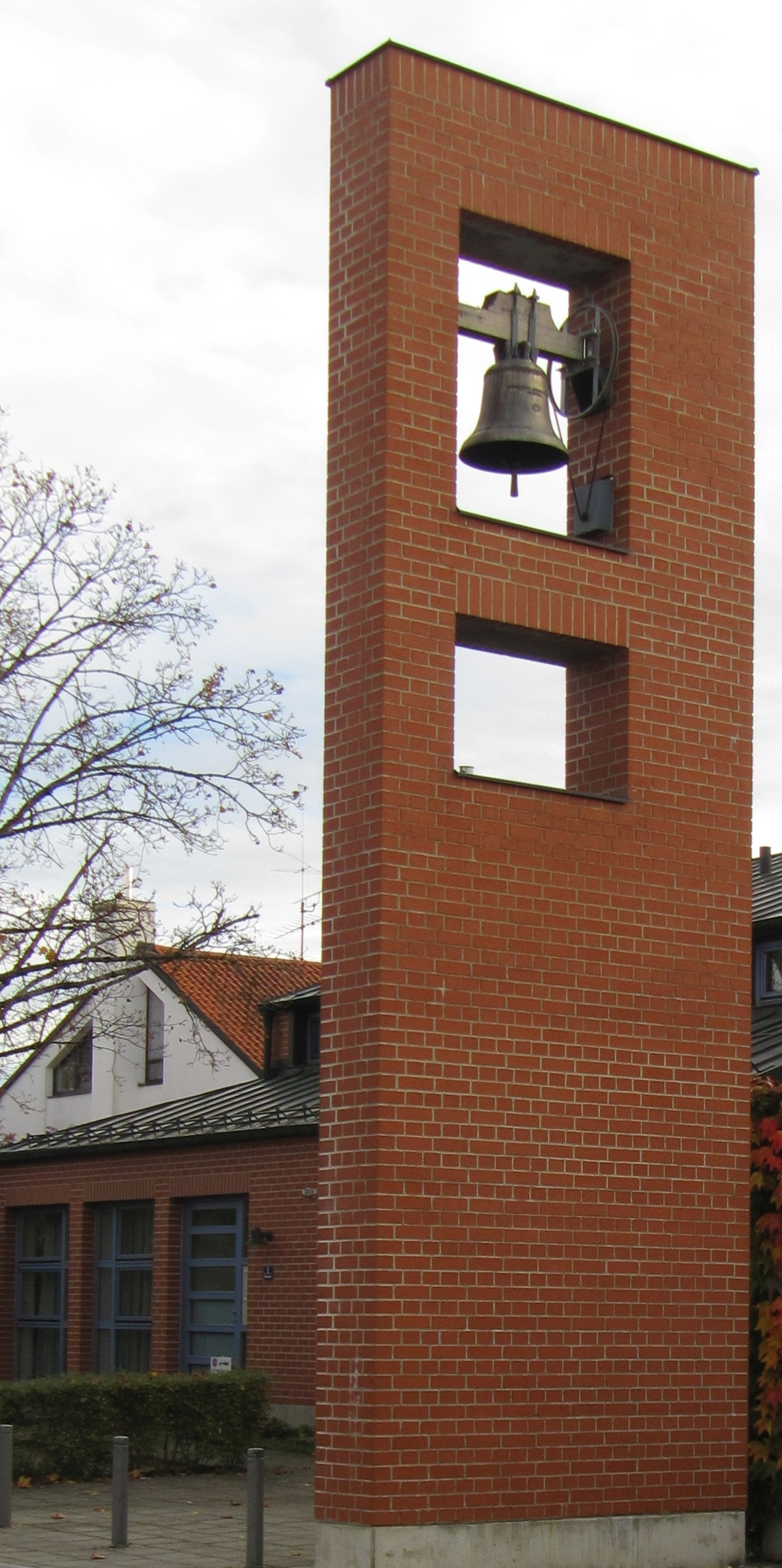
Glockenträger

Ebenfalls 2010 wurde am Zugang zum Grundstück der Glockenträger aufgebaut, eine Mauerscheibe mit Aussparung für die Glocke. Finanziert wurde er allein durch Spenden, die Sammlung für Glockenträger und Glocke von geschätzten 100.000 Euro erbrachte einen Betrag von ca. 120.000 Euro.

## Orgel
Zu Beginn stand für die musikalische Begleitung lediglich ein Klavier zur Verfügung. 1986 wurde eine mechanische Schleifladenorgel der Göttinger Firma Hofbauer aus einem Orgelbausatz aufgebaut. Die Orgel mit zwei Manualen und Pedal verfügt über 14 Register.